# 南河增九
南河增九（麒麟座28），又名BD-00 1882，HD 65953、SAO 135380、HR 3141，是麒麟座的一颗恒星，视星等为4.68，位于銀經222.35，銀緯14.81，其B1900.0坐标为赤經7h 56m 8s，赤緯-1° 14.81′ 54″。